# Tadeusz Synowiec
Tadeusz Synowiec (Świątniki Górne, 11 november 1889 – Kędzierzyn-Koźle, 7 november 1960)  was een Pools voetballer die gedurende zijn gehele carrière voor Cracovia Kraków speelde.
Synowiec speelde 8 wedstrijden voor het Pools voetbalelftal. Hij maakte zijn debuut voor dit elftal tijdens de eerste officiële wedstrijd voor het land. Deze vond plaats op 18 december 1921 tegen Hongarije. Hij maakte tevens deel uit van de Poolse selectie voor de Olympische Zomerspelen 1924, maar speelde hier geen enkele wedstrijd.
Na zijn carrière als speler ging Synowiec voor een periode van twee jaar aan de slag als coach van Polen.